# Sergei Alexandrowitsch Chudjakow

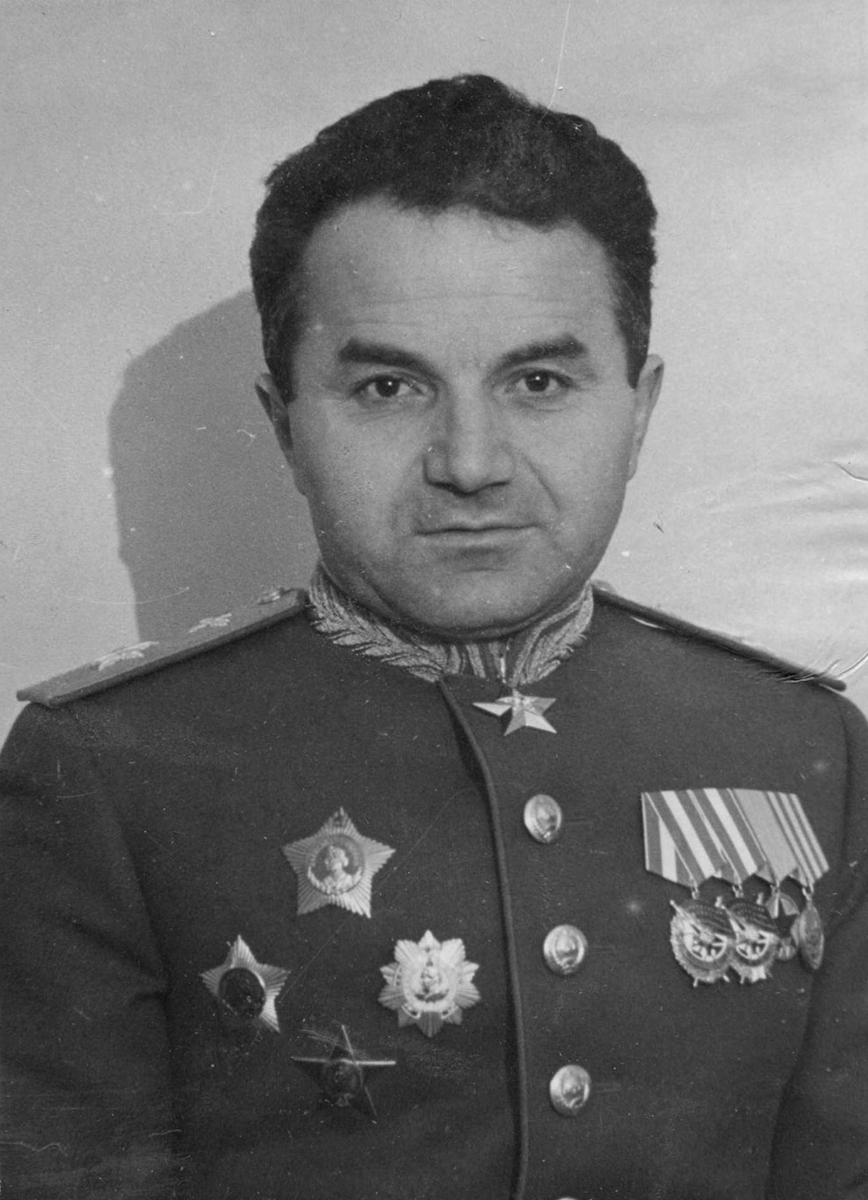
Sergei Chudjakow

Sergei Alexandrowitsch Chudjakow (russisch Сергей Александрович Худяков, armenisch Սերգեյ Ալեքսանդրի Խուդյակով, Geburtsname: Armenak Artjom Chanferjanz; * 7. Januar 1902 in Mets Tagher, Russisches Kaiserreich; † 18. April 1950 in Moskau, Sowjetunion) war ein sowjetisch-armenischer Marschall der Flieger.

## Leben
Armenak Artjom Chanferjanz wurde 1902 im Dorf Mets Tagher (heute Böyük Tağlar, Aserbaidschan) in der Region Bergkarabach geboren.
1931 absolvierte er die Schukowski-Luftakademie in Moskau und schloss 1936 sein Studium mit Auszeichnung ab. Im Jahr 1937 wurde er Leiter der Operationsabteilung im Hauptquartier der Luftwaffe und 1938 Leiter der Logistikabteilung der Luftwaffe.

### Im Deutsch-Sowjetischen Krieg
Im Zweiten Weltkrieg war Chudjakow zunächst Stabschef der Luftstreitkräfte der Westfront, wobei er an der erfolgreichen Verteidigung von Moskau 1941/1942 beteiligt war.
Im Jahr 1942 beschloss das Hauptquartier des Obersten Oberkommandos nach dem Projekt von Generalmajor Chudjakow, Luftarmeen anstelle von Luftstreitkräfte der Fronten aufzustellen.
Ab Juni 1942 bis Mai 1943 war er Kommandeur der 1. Luftarmee.
Er wurde beauftragt, seinen Flug der sowjetischen Delegation zur Teheran-Konferenz 1943 zu organisieren.
Ab Mai 1943 bis zum Kriegsende in Europa, sowie zeitweise im April/Mai 1942, war er Generalstabschef der Luftwaffe der UdSSR. Im August 1944 erhielt er den Titel des Luftmarschalls der Sowjetunion.

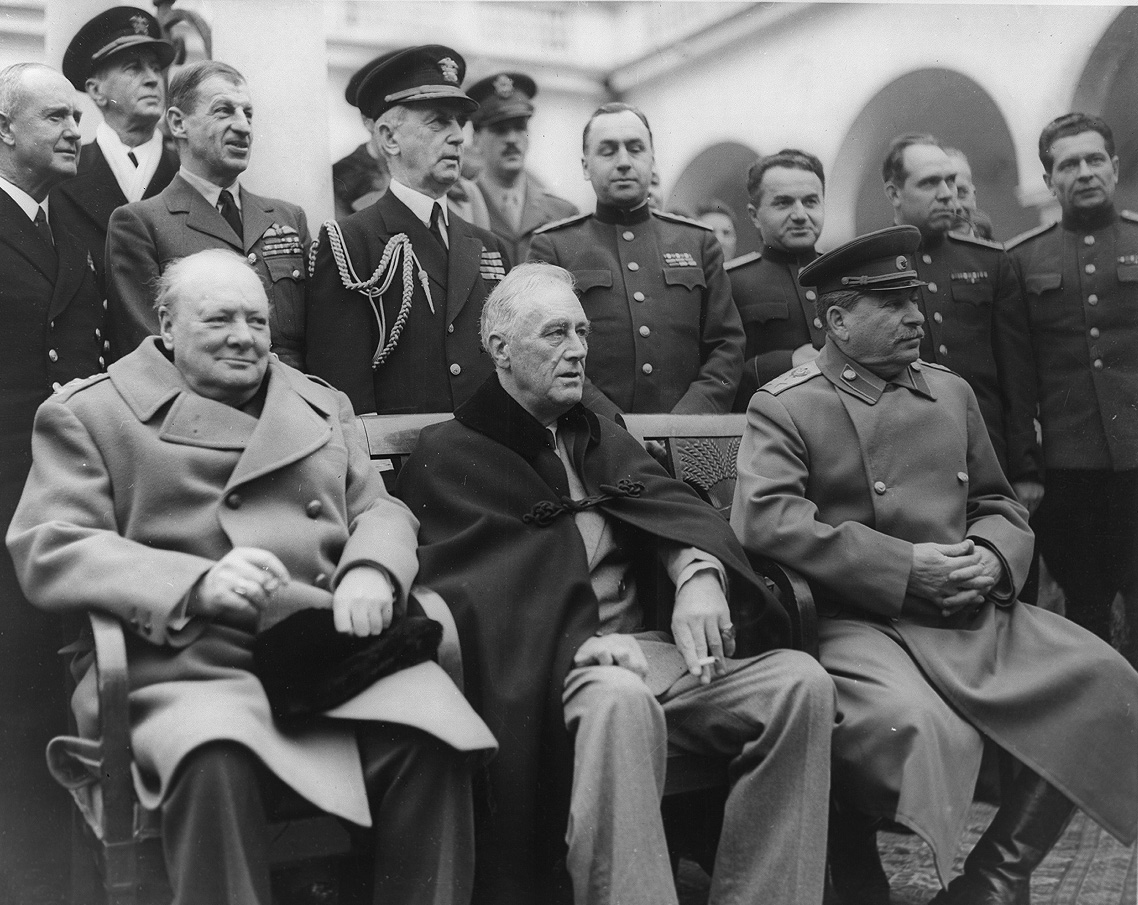
Jalta-Konferenz 1945 – Chudjakow steht links hinter Stalin

Im Februar 1945 nahm er als Militärberater an der Konferenz von Jalta teil. Bei der Invasion der Mandschurei im Krieg gegen Japan (August 1945) war Chudjakow Kommandeur der 12. Luftarmee.

### Nachkriegszeit
Nach seiner Verhaftung Mitte Dezember 1946 wegen angeblicher Spionage für die Briten, wurde er am 18. April 1950 zum Tode verurteilt und am gleichen Tag erschossen.
Am 1. April 2005 wurde ein Institut der armenischen Luftwaffe nach ihm benannt.